# Joseph, le roi des rêves
Pour plus de détails, voir Fiche technique et Distribution.
Joseph, le roi des rêves (Joseph: King of Dreams) est un film d'animation américain de Rob LaDuca et Robert C. Ramirez, sorti directement en DVD en 2000.
L'histoire adapte une partie du Livre de la Genèse (l'Histoire de Joseph) et se centre autour de son personnage biblique éponyme, fils de Jacob.
Le métrage rassemble la même équipe qui avait réalisé Le Prince d'Égypte et La Route d'Eldorado.
Il s'inspire de l'histoire de Joseph, personnage de l'Ancien Testament dans la Bible.

## Synopsis
Ouverture
Le bien né cananéen Joseph, cadet des douze fils de Jacob et premier de Rachel, a reçu le don de lire l'avenir à travers les rêves.
Vie de Joseph à Canaan
Devenu un jeune homme, Joseph est considéré comme un cadeau du ciel et préféré par Jacob, qui lui a offert le manteau brodé d'or tissé par sa mère, et l'exempte des tâches agricoles quotidiennes imposées à ses demi-frères aînés pour se concentrer sur son instruction. Cependant, au fil du temps il attise par ces faveurs dont il jouit auprès de leur père, la jalousie de sa fratrie qui le rejette de plus en plus.
Une nuit, il découvre son don en faisant un rêve prémonitoire qui présagerait une attaque d'une bête de leur bétail par une meute de loups. Le lendemain, ses frères ne le croyant pas et se moquant de ses injonctions, lui jouent un mauvais tour (alors qu'ils étaient chargés de veiller sur lui par Jacob) en l'assignant à leur place à la garde du troupeau pour aller se baigner et s'amuser sans lui, sous prétexte de rechercher une de leurs bêtes qui s'est égarée : parti seul sauver la vie d'un agneau attaqué par lesdits loups, il est à son tour sauvé de la meute par leur père. Ce dernier, apprenant ce qu'on fait ses aînés, entre dans une colère noire contre eux pour avoir ainsi abandonné et risqué la vie de leur frère. Ils constatent alors que la prédiction de Joseph s'est réalisée quand il découvre le corps d'un de leurs béliers, victime des loups.
Alors que cette découverte est louée par Jacob, qui y voit un signe divin et prend le don de son fils au sérieux, ses aînés quant à eux en prennent ombrage et continuent par la suite de moquer Joseph et ses rêves, au point de se quereller avec lui et d'être disputés par leur père. Rachel, quant à elle, console son fils et le pousse à les rejoindre pour se réconcilier avec eux.
Néanmoins, leur jalousie s'est envenimée jusqu'à les pousser à une conjuration envers leur cadet, qui surprend leur conversation dans un coin isolé : Joseph est lui-même découvert et malmené par ses aînés qui, menés par Juda, le précipitent dans un trou jusqu'à la tombée de la nuit, quand il est vendu par sa fratrie à des marchands d'esclaves ambulants.
Vie de Joseph en Égypte
Son périple à travers le désert amène Joseph jusqu'à un marché aux esclaves en Égypte, où il est acheté pour devenir serviteur dans la maison de Potiphar, officier de Pharaon. Par ses capacités à se rendre utile ainsi que son instruction (et son don), Joseph d'abord assigné aux basses tâches, s'attire rapidement les faveurs ainsi que la sympathie du seigneur avec qui il tisse des liens étroits avec le temps, et de sa nièce Asenath qui semble éprouver une attirance mutuelle pour le jeune homme depuis leur première rencontre.
Malheureusement, il attire aussi depuis son arrivée la convoitise de Zuleika, la femme de Potiphar, qui tente un soir de le séduire par des avances pour son plaisir personnel : ne voulant toutefois pas trahir la confiance de son maître, Joseph se refuse à elle malgré son insistance. N'acceptant pas ce rejet, elle inverse les rôles auprès de son époux en faisant faussement accuser son serviteur d'avoir lui-même tenté de la séduire contre sa volonté. Malgré la bonne foi de Joseph et ses supplications, Potiphar qui se sent trahi refuse de le croire et, alors qu'il prévoyait de le faire exécuter, le fait finalement jeter en prison à la suite de la dernière intervention de son épouse, qui trahit ses sentiments adultérins.
Vie de Joseph en prison
Là-bas, il y rencontre deux codétenus, un maître-échanson et un maître-panetier, anciens serviteurs de Pharaon disgraciés. Il apprend lors d'une de leurs discussions qu'ils font respectivement un rêve récurrent, et se propose de les expliquer : le premier se révèle de bon augure pour l'échanson, qui selon les prédictions de Joseph sera gracié et réhabilité dans les trois jours qui suivent par Pharaon lui-même, et le second de mauvais augure pour le panetier, qui sera condamné à être décapité puis mangé par les corbeaux. En échange de son interprétation si elle se réalisait, il fait promettre à l'échanson de l'aider en parlant de lui et de son don à Pharaon.
Mais l’échanson tarde à honorer sa promesse, et Joseph passe un temps considérable en prison. Durant sa captivité, il est cependant régulièrement visité sous cape par Asenath qui depuis la surface, lui apporte des vivres pour le nourrir. Mais une nuit d'orage, elle est mise en déroute par une sentinelle : Joseph désespère. À dater du lendemain, il décide toutefois de prendre soin de l'arbuste naissant au milieu de sa geôle, précédemment entretenu par son codétenu mais délaissé et endommagé par la tempête de la veille.
Après plusieurs années à s'en occuper jusqu'à ce qu'il grandisse et fleurisse, Joseph est visité par son ancien maître rongé de remords : il a appris pour son don lorsque son ancien codétenu réhabilité a enfin respecté sa parole en l'entretenant auprès de Pharaon, qui tourmenté par un rêve récurrent et inexplicable même pour ses meilleurs sujets, l'a fait envoyer chercher. Potiphar finit par exprimer ses regrets à son ancien serviteur, qui manifeste sa joie de le revoir et lui a pardonné son acte.
Vie de Zaphnath-Paaneah en Égypte
Amené auprès de Pharaon, Joseph interprète ses deux rêves jumeaux : sept années d'abondance précéderont sept inéluctables années de famine pour l'Égypte, qui risque de ne pas y survivre. Pour empêcher cela, il recommande au souverain d'économiser un cinquième de chaque récolte des sept années à suivre, et de les mettre sous la bonne garde d'un homme de confiance afin de les redistribuer au peuple quand viendront les temps durs. Potiphar se portant garant pour lui, Pharaon en informe donc le peuple et désigne devant tous Joseph comme l'homme de confiance qui sera chargé de cette tâche avec les pouvoirs qui en résultent, le rebaptisant Zaphnath-Paaneah (« Dieu de Parole et de Vie ») et l'anoblissant vice-roi d'Égypte.
Ainsi gracié il retrouve Asenath, qui se languissait de lui : il conquiert son cœur, l'épouse puis durant les années d'abondance, fonde avec elle une famille de deux enfants en parallèle de sa tâche pour optimiser les récoltes, et préparer au mieux les Égyptiens aux années de famine à venir.
Réunion des fils de Jacob en Égypte
Ces dernières advenant comme prévu, des membres de chaque famille du peuple se présentent afin de recevoir une portion équitable des récoltes et nourrir les leurs. Joseph est cependant choqué de revoir parmi eux sa fratrie, qui bien que cananéenne (et donc, étrangère aux Égyptiens) tente sa chance auprès d'eux afin d'acheter une portion pour leur famille de quatorze membres selon eux, prétendant que leur père et leur « frère cadet » les attendent à la maison : rancunier et courroucé par ces dires, Joseph les prend à partie (sans être reconnu par eux) et refuse de leur céder quoi que ce soit, les accusant de mentir. Ses frères niant, Joseph leur impose afin de prouver leurs allégations, et obtenir gain de cause, de revenir avec leur fameux « frère cadet » et fait emprisonner l'un d'entre eux (Siméon) en guise de garantie.
Asenath, choquée par une sévérité aussi inhabituelle de la part de son époux, s'enquiert plus tard auprès de lui : il lui révèle alors sa parenté avec la fratrie cananéenne et la trahison qu'elle a commise envers lui, avec tout ce que cela implique. Son épouse tente de lui faire oublier sa rancœur en lui rappelant qu'en Égypte est sa vie désormais, avec leurs fils et elle, et de le consoler en apaisant son ressentiment durant leur absence. Néanmoins, à cause de sa colère envers ses frères, il peine à envisager un repentir de leur part et de leur pardonner. Son ressentiment refait surface au retour du reste de la fratrie avec ledit « frère cadet ».
Celui-ci, qui se nomme Benjamin, se révèle être bel et bien leur cadet, et plus directement celui de Joseph, étant le second fils (et nouveau préféré) qu'aura eu leur père avec Rachel après sa disparition. Il profite de l'occasion pour l'interroger sur « leur » famille et tourmenter la conscience de ses aînés : il apprend du cadet la mort de leur mère, le chagrin inconsolable de leur père ainsi que le mensonge des autres frères, qui ont prétendu sa mort par les loups auprès de leurs parents. Feignant de l'inviter à se sustenter par convivialité avant son départ, Joseph tend en réalité un piège à sa fratrie pour mettre à l'épreuve son sens moral et familial : compromettant le jeune Benjamin dans un coup monté de sa part pour le faire accuser de vol, il les fait arrêter plus tard et orchestre sous les yeux d'Asenath ainsi que des frères incrédules le crime présumé de leur cadet. Menaçant de leur arracher ce dernier et de le punir, Joseph est surpris de voir leurs aînés protéger Benjamin en le suppliant de prendre l'un d'entre eux à sa place, ne voulant plus accabler leur père, et les pousse subtilement à avouer ce qu'ils lui ont fait : depuis rongé comme ses frères par les remords, Juda reconnaît leur jalousie de l'époque ainsi que leur faute sans se faire prier, et réitère leur désir que l'un des aînés soit puni à la place de Benjamin. Bouleversé par leur repentir sincère ainsi que leur authentique dévouement fraternel, Joseph se refuse à les punir et se révèle à eux. Après s'être pardonnés, il leur présente Asenath et leur enjoint de venir avec leurs familles pour vivre en Égypte avec eux.
Conclusion
Après une ultime ellipse temporelle, Joseph accueille avec sa propre famille celles de ses frères et retrouve son vieux père, diminué mais ému aux larmes, à qui il présente ses fils et Asenath.

## Fiche technique
- Titre original :  Joseph: King of Dreams
- Titre français : Joseph, le roi des rêves
- Réalisation : Rob LaDuca, Robert C. Ramirez
- Scénario : Marshall Goldberg, Joe Stillman, Raymond Singer, Eugenia Bostwick-Singer
- Direction artistique : Chris Aguirre, Fred Warter
- Montage : John Venzon, Greg Snyder, Michael Andrews
- Musique : Daniel Pelfrey
- Production : Jeffrey Katzenberg
- Société de production : DreamWorks Animation
- Société de distribution : DreamWorks SKG
- Budget :
- Pays d'origine :  États-Unis
- Langue : anglais
- Format : couleurs - 35 mm - 1,85:1 - Dolby digital
- Genre : animation
- Durée : 75 minutes
- Dates de sortie : 
  -  États-Unis : 7 novembre 2000
  -  France : 23 juin 2001

## Distribution

### Voix originales
- Ben Affleck : Joseph
- David Campbell : Joseph (chant)
- Jodi Benson : Asenath
- Mark Hamill : Judah
- Richard Herd : Jacob
- Russell Buchanan : Jacob (chant)
- Maureen McGovern : Rachel
- Judith Light : Zuleika
- James Eckhouse :  Putiphar
- Richard McGonagle : Pharaon
- Dan Castellaneta : négociant de chevaux
- René Auberjonois : négociant de chevaux
- Ken Campbell : boulanger
- Steven Weber : Siméon, marchand d'esclaves
- Piera Coppola : serviteur de Zuleika
- Matt Levin : Benjamin

### Voix françaises
- Damien Boisseau : Joseph
- Richard Rossignol : Joseph (voix chantée)
- William Sabatier : Jacob
- Jean Vallée : Jacob (voix chantée)
- Valérie Karsenti : Asenath
- Bénédicte Lécroart : Asenath (voix chantée)
- Frédérique Tirmont : Rachel
- Brigitte Virtudes : Rachel (voix chantée)
- Véronique Augereau : Zuleika
- Pierre Dourlens : Potiphar
- Guy Chapelier : Siméon
- Michel Fortin : premier prisonnier
- Patrice Dozier : second prisonnier
- Pierre-Francois Pistorio : Reuben
- Constantin Pappas : Lévi
- Philippe Catoire : Pharaon
- Nicolas Marié : Judah
- Lionel Tua : Issachar
- Sébastien Desjours : Benjamin
- Philippe Dumat : le marchand escroc
- Gabrielle Bonavéra, Paul Borne, Laurence Bru, Karine Foviau, Estelle Simon, Jean-Bernard Guillard, Marc Alfos, Sylvain Lemarié, Céline Mauge, Marc Moro, Christophe Peyroux : voix additionnelles
- Chœurs : Michel Barouille, Daniel Beretta, Patrice Schreider, Jean-Jacques Cramier, Alain Legros

## Musique

### Bande originale
La bande originale est composée par Daniel Pelfrey.

### Chansons
À l'instar de ses dialogues les chansons du film, originellement en anglais, sont toutes adaptées dans leur langue de doublage respective.
| Titre français                            | Titre original               | Interprète(s)                       | Scène(s)                                                                                           |
| ----------------------------------------- | ---------------------------- | ----------------------------------- | -------------------------------------------------------------------------------------------------- |
| L'enfant du miracle                       | Miracle Child                | Jacob, Rachel, Joseph et les chœurs | Ouverture / Ellipse temporelle (naissance et enfance de Joseph à Canaan)                           |
| Coule, coule le temps                     | Bloom                        | Rachel                              | Dispute avec les fils aînés (consolation de Joseph)                                                |
| Le marché                                 | Marketplace                  | Chœurs                              | Marché aux esclaves (arrivée de Joseph en Égypte et achat par Potiphar)                            |
| Prends le chemin                          | Whatever Road's at Your Feet | Joseph                              | Demeure de Potiphar / Ellipse temporelle (débuts et évolution de Joseph comme serviteur)           |
| Toi seul connais la voie                  | Better Than I                | Joseph                              | Introspection de Joseph / Ellipse temporelle (soignant l'arbuste durant son temps passé en prison) |
| Donne à la terre                          | More Than You Take           | Joseph et Asenath                   | Années d'abondance / Ellipse temporelle (évolution de Joseph comme vice-roi et époux d'Asenath)    |
| Coule, coule le temps (reprise d'Asenath) | Bloom (reprise)              | Asenath                             | Rancune / Retour des frères aînés (consolation de Joseph)                                          |

## Distinctions

### Récompenses
DVD Exclusive Awards 2001
- Meilleur film d'animation en vidéo ;
- Meilleur scénario

### Nominations
Angel Award 2001
Meilleur long-métrage
Annie Awards 2001
Réalisation exceptionnelle d'une production vidéo d'une animation[Quoi ?]
DVD Exclusive Awards 2001
- Meilleure réalisation ;
- Meilleur personnage pour un film d'animation ;
- Meilleure musique originale

## Autour de l’œuvre
- Bien que ce soit la seconde adaptation d'un récit biblique en film d'animation par DreamWorks, deux ans après Le Prince d'Égypte qui adapte une partie du Livre de l'Exode, l'Histoire de Joseph est canoniquement antérieure à ce dernier.